# RAYNET
RAYNET(Radio Amateurs Emergency Network)은 영국의 아마추어 무선 비상통신망이다.

## 같이 보기
- RACES - 미국의 아마추어 무선 비상통신망
- ARES - 미국, 캐나다의 아마추어 무선 비상통신망
- RAYNET - 영국의 아마추어 무선 비상통신망
- AREC - 뉴질랜드의 아마추어 무선 비상통신망